# Toyota C-HR I
La C-HR (pour Coupé - High Rider) est un crossover urbain produit par le constructeur automobile japonais Toyota de novembre 2016 à 2023.

## Présentation
En février 2016, les premières photos officielles de la C-HR ont fuité sur le Web. Le modèle est dévoilé au Salon de Genève 2016. La C-HR est sortie en novembre 2016 en France et le 14 décembre de la même année au Japon[évasif].
En Chine, il est fabriqué par deux partenaires locaux de Toyota : GAC (GAC-Toyota C-HR) et FAW (FAW-Toyota Izoa). Tous les deux proposent une version électrique du modèle.

### Phase 2
La Toyota C-HR reçoit un restylage à l'automne 2019, qui s'accompagne de l'arrivée d'une seconde version hybride 2.0 litres de 184 ch héritée de la Corolla 180h, d'un déplacement des deux feux anti-brouillards avant vers les bords extérieurs d'un nouveau pare-chocs, de l'ajout d'un spoiler noir sur l'arête du coffre faisant la liaison entre les deux feux arrière, de coloris et de jantes supplémentaires, d'un système multimédia plus moderne compatible avec Apple Carplay et Android Auto. 

## Caractéristiques techniques
Le crossover est bâti sur la nouvelle plateforme technique TNGA GA-C (Toyota New Global Architecture) pour les modèles compacts du constructeur.

### Motorisations
La C-HR est disponible en version essence, en deux ou quatre roues motrices, ainsi qu'en version hybride,.
| Logo de Toyota                                    | Toyota C-HR           | Toyota C-HR          | Toyota C-HR                       | Toyota C-HR                       | Toyota C-HR |
| Logo de Toyota                                    | 1.2 turbo             | 1.2 turbo CVT AWD    | 1.8 hybride                       | 2.0 hybride                       |             |
| ------------------------------------------------- | --------------------- | -------------------- | --------------------------------- | --------------------------------- | ----------- |
| Moteur                                            | 4-cylindres en ligne  | 4-cylindres en ligne | 4-cylindres en ligne + électrique | 4-cylindres en ligne + électrique |             |
| Cylindrée (cm3)                                   | 1197                  | 1197                 | 1798                              | 1 987                             |             |
| Puissance maximale ch (kW)                        | 116                   | 116                  | 122                               | 184                               |             |
| Couple maximal (N m)                              | 185                   | 185                  | 142                               | 205                               |             |
| Boîte de vitesses                                 | Manuelle à 6 vitesses | CVT                  | e-CVT                             | e-CVT                             |             |
| Transmission                                      | Traction              | Intégrale            | Traction                          | Traction                          |             |
| Vitesse maximale (km/h)                           | 190                   | 180                  | 170                               | 180                               |             |
| 0-100 km/h (s)                                    | 10,9                  | 11,4                 | 11                                | 8,2                               |             |
| Consommation (L/100 km) urbain/extra-urbain/mixte | 5,1 / 5,8 / 7,4       | 5,7 / 6,3 / 7,6      | 3,2 / 4,2 / 3,8                   | 3,7 / 4,2 / 4.0                   |             |
| Émissions de CO2 (g/km)                           | 135                   | 144                  | 86                                | 92                                |             |
| Batterie                                          | -                     | -                    | Lithium-ion                       | Nickel-hydrure métallique         |             |

### Finitions
- Active :
  - Allumage Automatique des phares;
  - climatisation manuelle;
  - enjoliveurs 17"
  - Lecteur CD, USB et Bluetooth;
  - Limiteur de vitesse;
  - Toyota Safety Sense avec freinage d'urgence;
  - vitres électriques avant et arrière.

- Dynamic (Active +) :
  - climatisation automatique bi-zone;
  - démarrage mains libres;
  - jantes en alliage 17";
  - Projecteurs antibrouillard;
  - système audio à 6 HP;
  - système multimédia avec écran tactile de 8 pouces Toyota Touch 2;
  - Volant cuir.

- Edition (Dynamic  +) : (nouvelle finition à partir d'avril 2018)[7]
  - accès sans clé;
  - console centrale noire laquée;
  - jantes de 18 pouces;
  - rétroviseurs extérieurs rabattables avec projection au sol du logo Toyota C-HR;
  - sièges avant chauffants;
  - support lombaire du siège conducteur électrique;
  - vitres arrière surteintées.

- Graphic (Edition +) :
  - aide au stationnement;
  - carrosserie bi-ton;
  - feux arrière à LED;.
  - jantes de 18 pouces;
  - navigation GPS (Toyota Touch & Go Plus 2);
  - surveillance des angles morts.

- Distinctive (Edition +) :
  - aide au stationnement;
  - feux arrière à LED;
  - jantes de 18 pouces;
  - navigation GPS (Toyota Touch & Go Plus 2);
  - pack Chrome (ornements avant et latéraux aspect chrome);
  - phares à LED;
  - sellerie mi-cuir chocolat et noir;
  - système audio JBL à 9 HP;
  - surveillance des angles morts.

- Collection (Graphic +) :
  - phares à LED;
  - jantes de 18 pouces;
  - pack Chrome
  - sellerie en cuir et Alcantara;
  - système audio JBL.

- GR Sport :
  - marquages GR Sport sur les seuils de porte, les sièges et le bouton de démarrage ;
  - sellerie cuir ;
  - installation audio JBL ;
  - sièges électriques et chauffants à l'avant ;
  - rétroviseurs extérieurs à rabattement automatique ;
  - vitres teintées à l'arrière ;
  - phares LED.

En juillet 2022, une nouvelle finition Design remplace les finitions Edition et Distinctive.
En janvier 2023, les finitions Dynamic Ultimate et Design Ultimate remplacent respectivement les finitions Dynamic et Design, et la finition Collection disparaît.

## Séries spéciales
La série spéciale Toyota C-HR Edition est commercialisée à partir de janvier 2018 avec toutes les motorisations, en deux ou quatre roues motrices. À partir d'avril 2018, elle devient une finition standard. Elle est basée sur la finition Dynamic avec les équipements supplémentaires suivants :
- Accès et démarrage mains libres
- Console centrale noir piano
- Jantes en alliage de 18 pouces
- Rétroviseurs extérieurs rabattables électriquement
- Sièges avant chauffants
- Siège conducteur électrique
- Vitres arrière et lunette surteintées

En mai 2019, Toyota présente l'édition JBL. Cette série est réservée au marché français. Elle est limitée à 350 exemplaires. Elle adopte une teinte spécifique dénommée vert Matcha. Basée sur la finition Graphic cette version spéciale offre en plus :
- Système audio JBL
- Feux avant/arrière Full LED
- Sellerie cuir alcantara
- Volant chauffant
- Navigation

Cette série spéciale débute au tarif de 36 300 €.

## Galerie

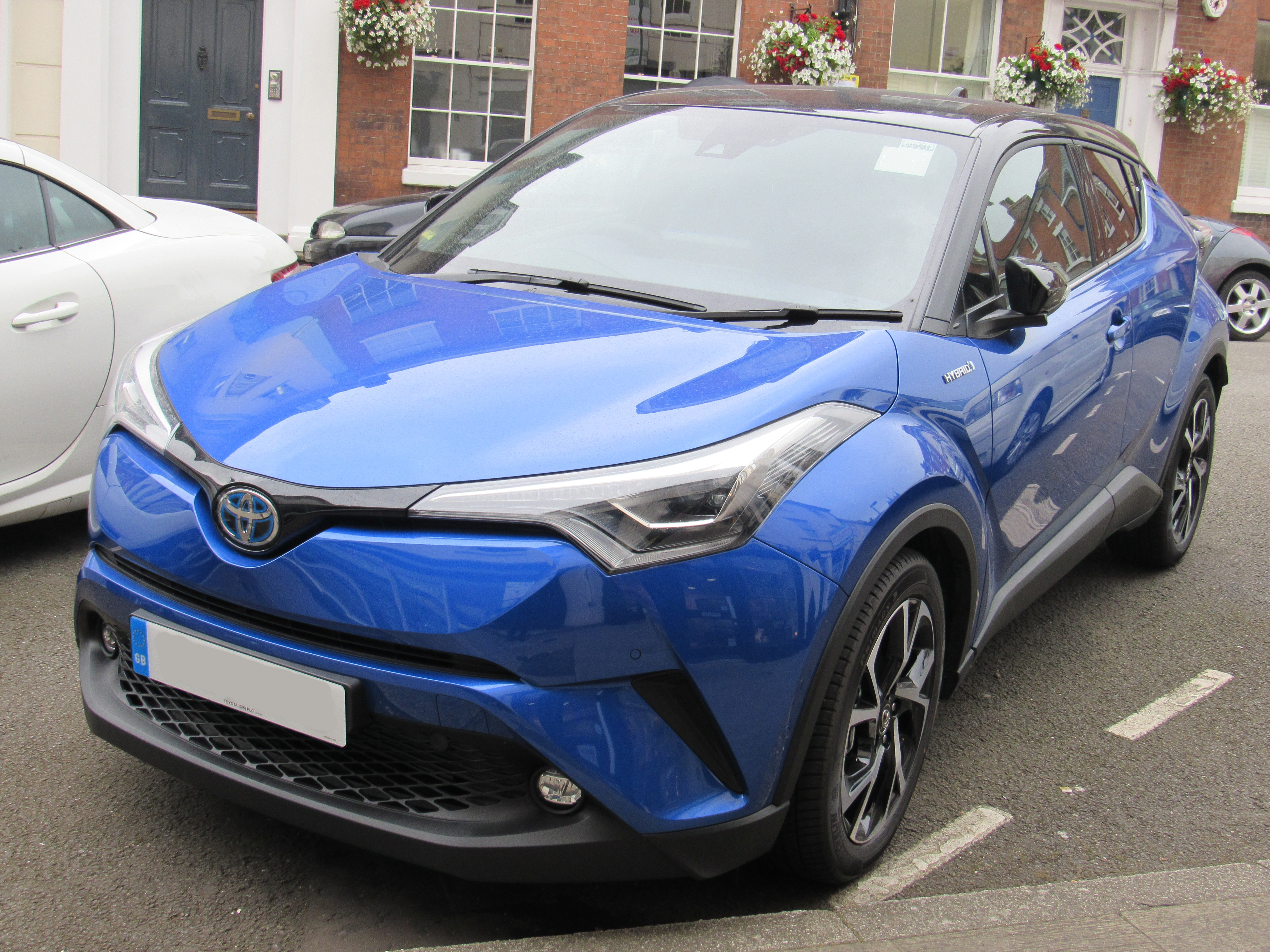
Phase 1 (2016-2020) vue de l'avant
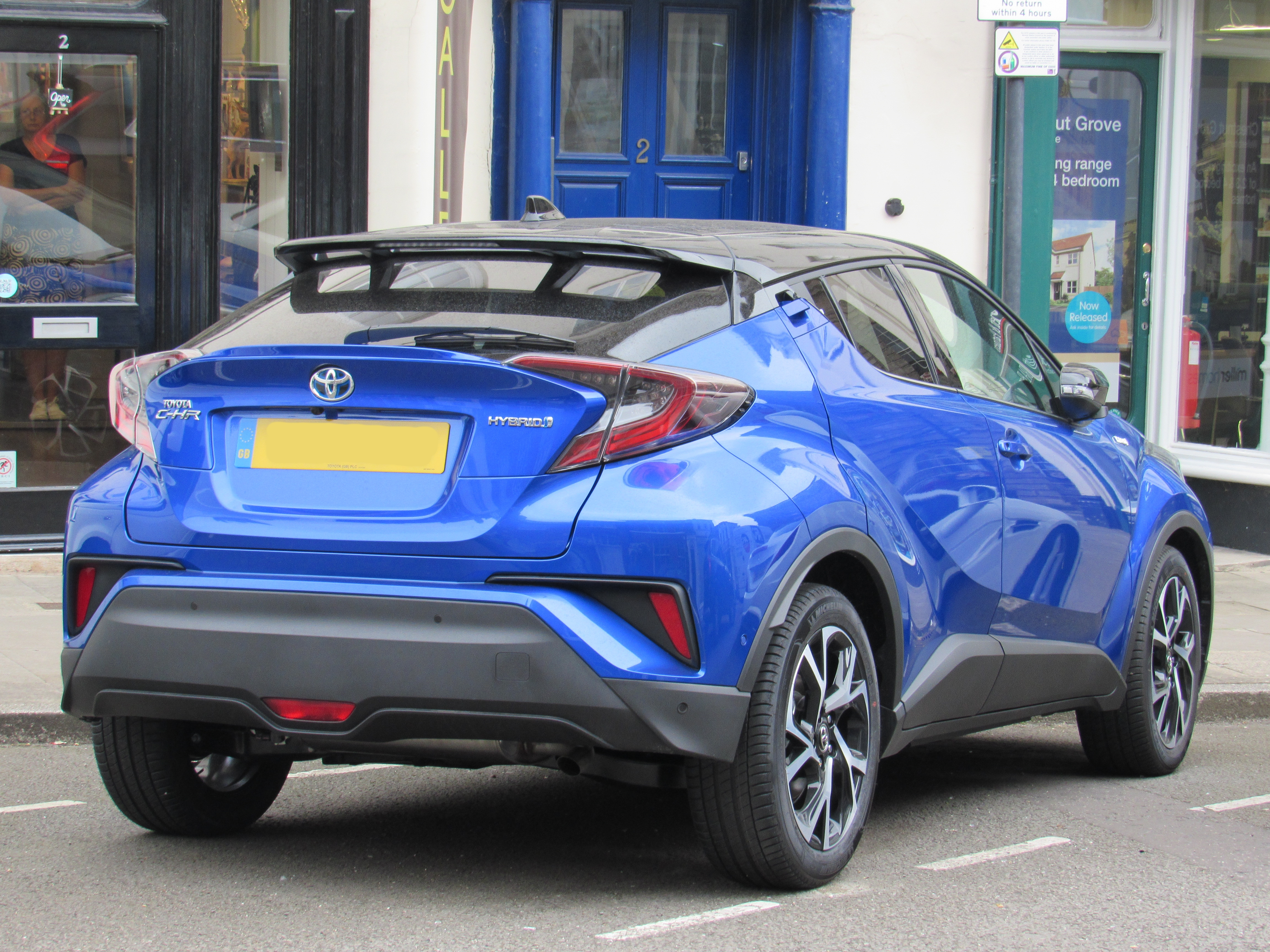
Phase 1 (2016-2020) vue de l'arrière
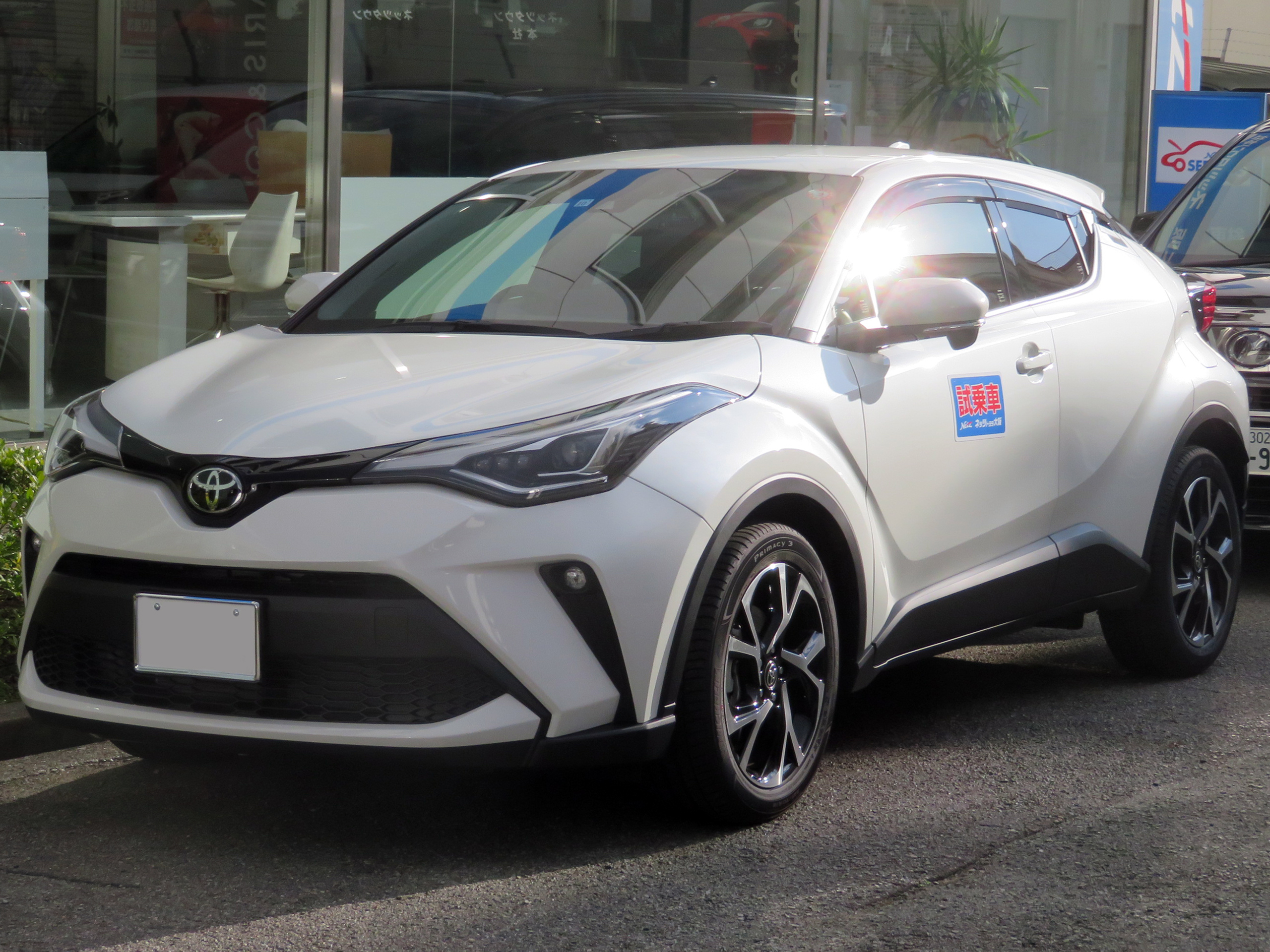
Phase 2 (2020-...) vue de l'avant
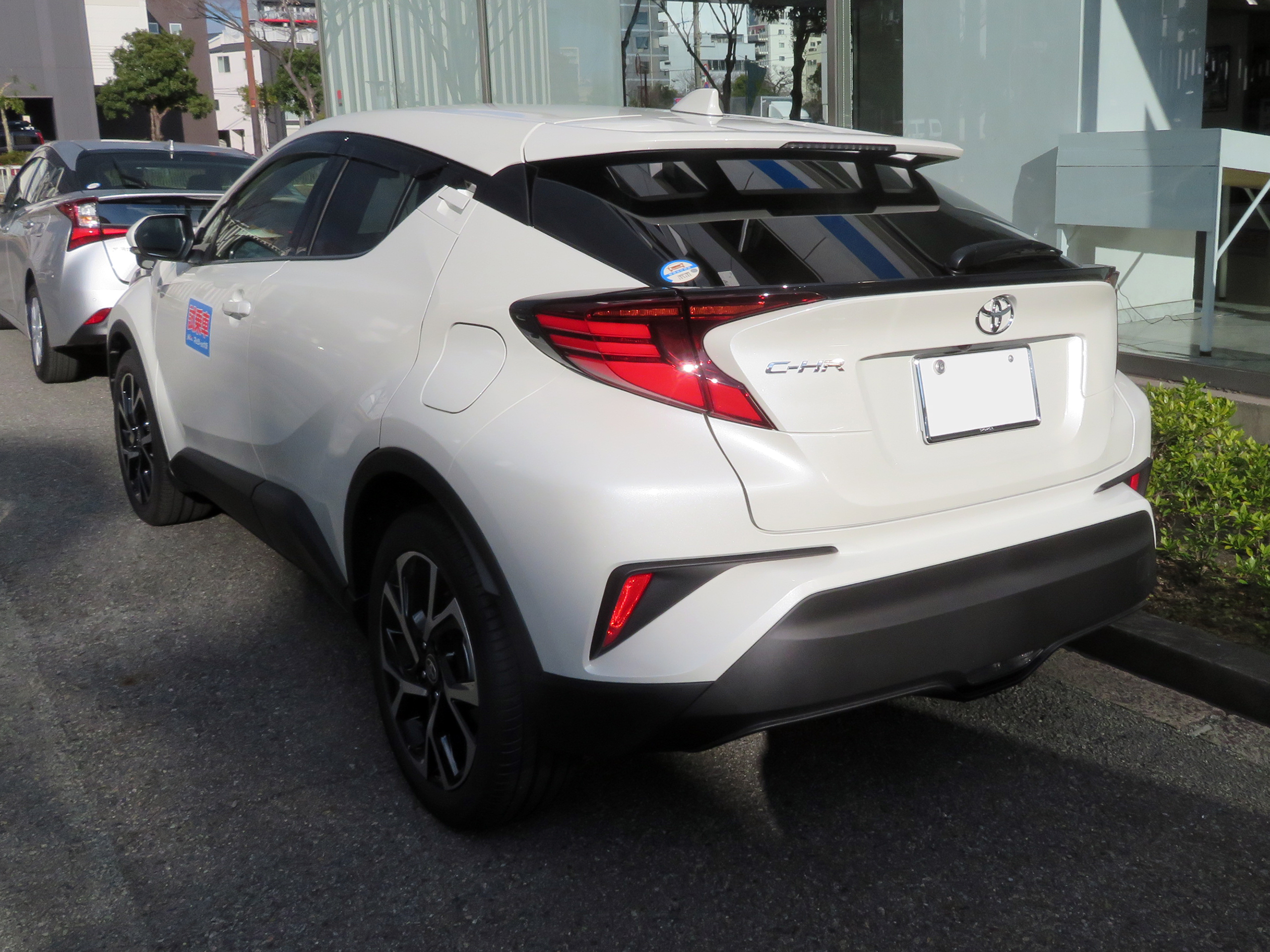
Phase 2 (2020-...) vue de l'arrière
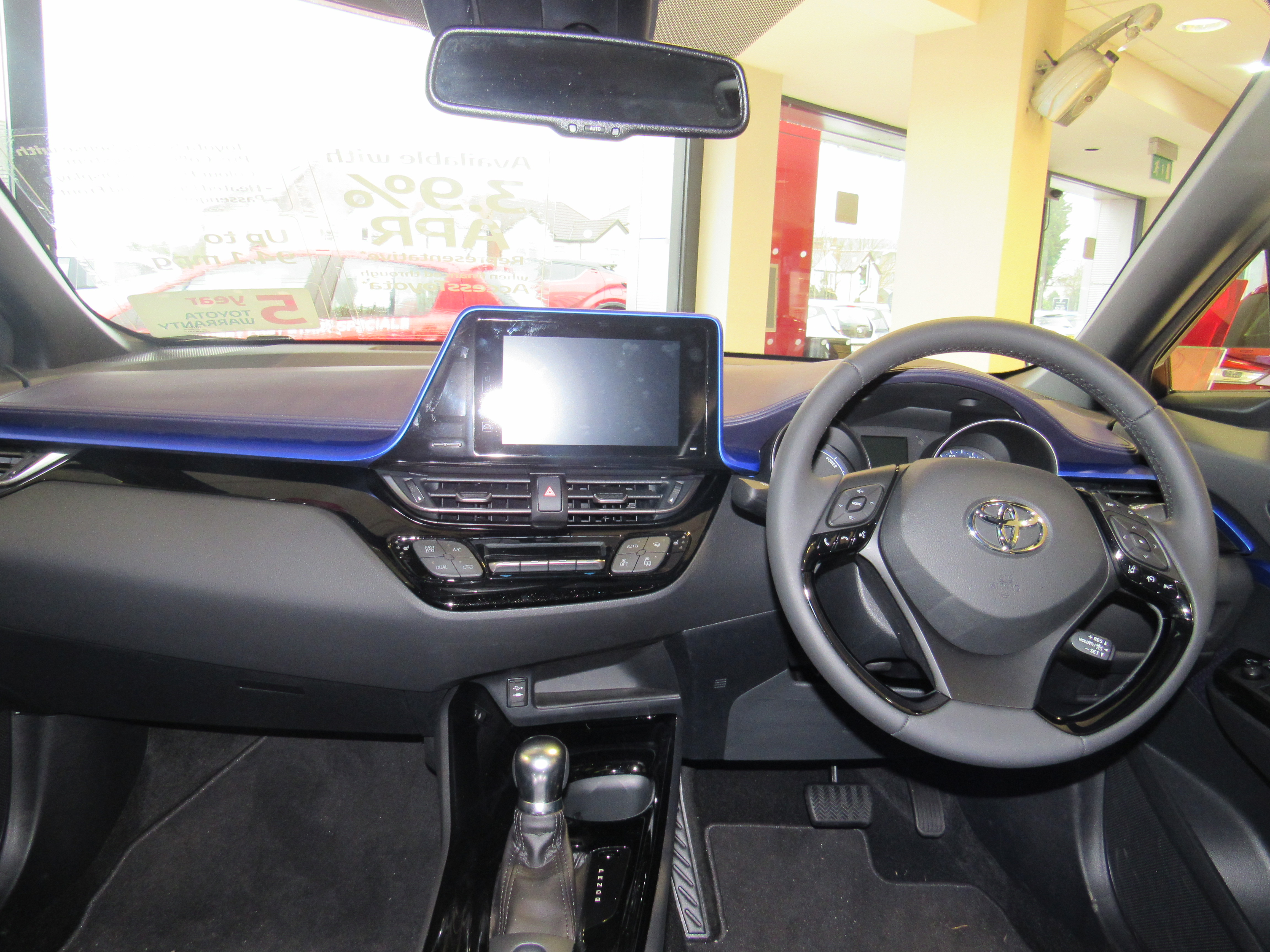
Planche de bord
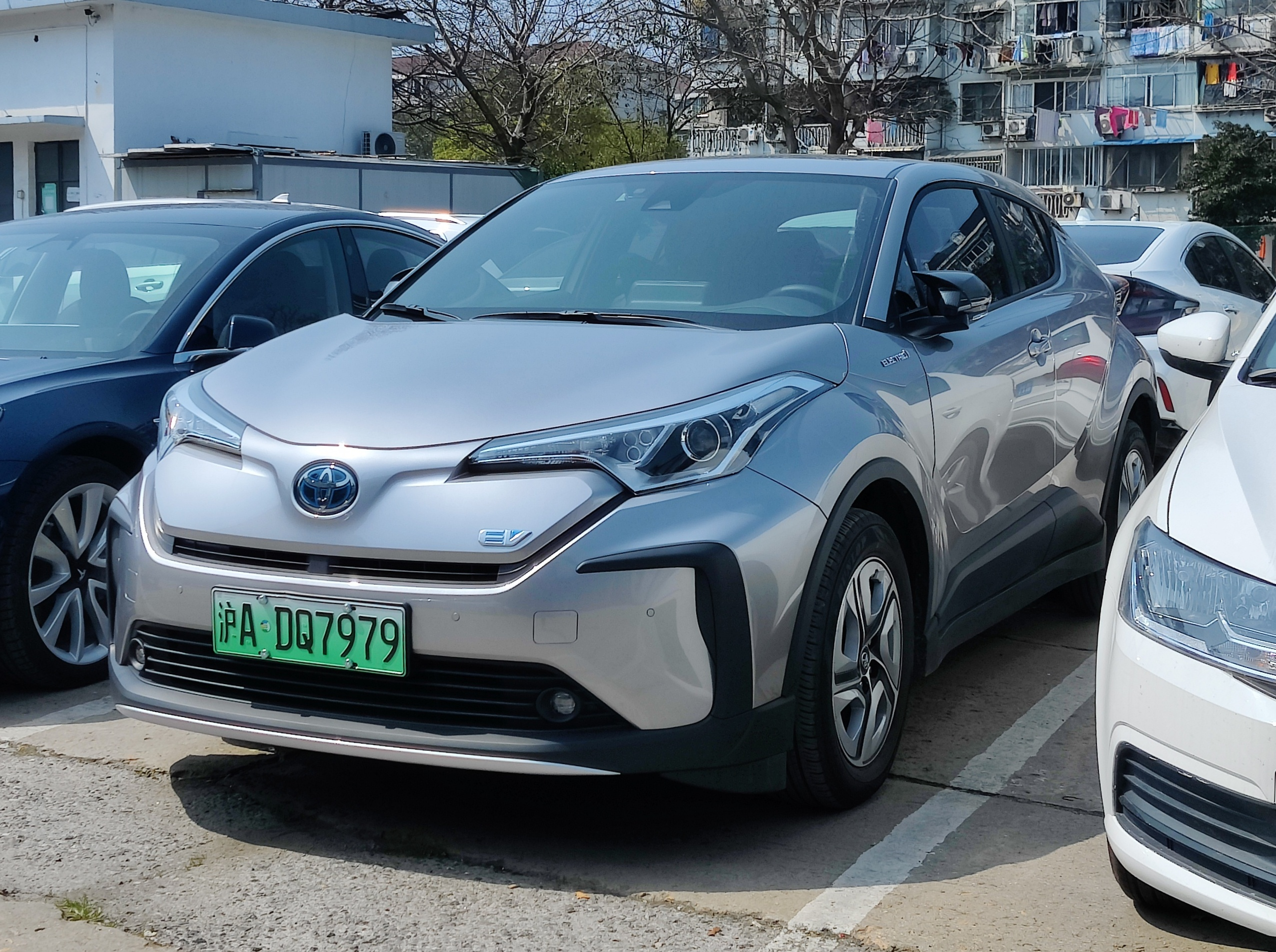
FAW-Toyota Izoa EV

## Concept-car

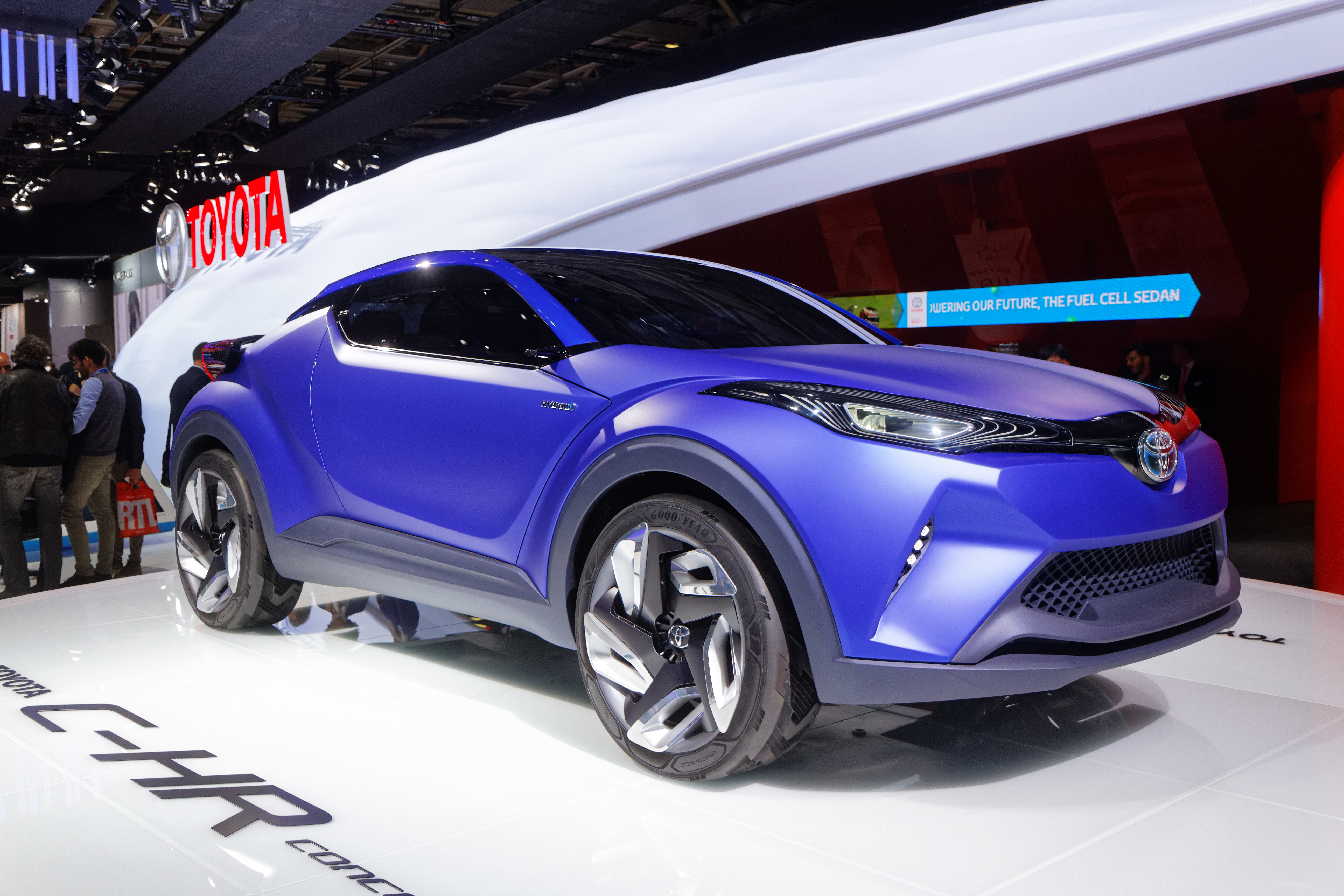
Toyota C-HR Concept

La Toyota C-HR est préfigurée par le show car Toyota C-HR Concept présentée au Mondial de l'automobile de Paris 2014, puis au salon de Francfort 2015.